# 石間春夫
石間 春夫（いしま はるお、昭和5年〈1930年〉3月19日 - 平成2年〈1990年〉1月4日）は、日本のヤクザ。五代目山口組舎弟。誠友会初代会長。北海道夕張郡長沼町出身。通称は「北海のライオン」。

## 来歴
昭和5年（1930年）3月19日、北海道夕張郡長沼町で生まれた。
昭和19年（1944年）、久里浜の海軍対潜学校を卒業し、大湊警備所属の海防艦137号に配属された。
昭和20年（1945年）の終戦後、北海道夕張郡長沼町に復員した。すぐに長沼町で愚連隊を組織した。
昭和37年（1963年）、5月、長岡宗一は小高竜湖に逆破門状を送った。長岡宗一は、舎弟や若衆が先に小高龍湖を襲撃することは、認めなかった。小高龍湖は、直ちに長岡宗一を破門し、小高龍湖と会津家宗家五代目・坂田浩一郎の連名の破門状を全国に送付した 。長岡宗一は「長友会」を結成した。長岡宗一が砂川市の愚連隊・谷内二三男を説得し、長岡宗一の実子分・田村武志が石間春夫を説得して、長岡宗一・石間春夫・谷内二三男の3人は、千歳市の長岡の舎弟が経営する料理屋の2階で、五分の兄弟盃を交わした。さらに、3人は「長友会」と谷内二三男の愚連隊、石間春夫の愚連隊を統合して、「北海道同志会」を結成した。初代会長には、長岡宗一が就いた。
同年10月、柳川組若頭・谷川康太郎は、日本プロレスの札幌興行で、力道山の用心棒として札幌市に入った。同月、長岡宗一の自宅の神棚の前で、長岡宗一と谷川康太郎とは、長友会の舎弟や若衆を見届け人として、五分の兄弟分となった。翌日、石間春夫が長岡宗一の自宅を訪ねてきた。谷川康太郎はまだ、長岡宗一の自宅に滞在中だった。長岡宗一は、石間春夫に、谷川康太郎を紹介し、長岡と谷川が五分の兄弟分になったことを報告した。長岡宗一は、石間春夫に「石間春夫も谷川康太郎と五分の兄弟分にならないか」と持ちかけた。石間春夫は返事を保留した。間もなく、石間春夫は警察に逮捕された。それから、長岡宗一は、谷川康太郎から、柳川次郎を紹介された。谷川康太郎は、長岡宗一に、柳川次郎の舎弟となることを打診してきた。長岡宗一は、石間春夫と谷内二三男と一緒に柳川次郎の舎弟になることを望み、根回しに動いた。長岡宗一は、札幌市の拘置所にいた石間春夫を訪ね、長岡と一緒に、柳川次郎の舎弟になるように説得した。石間春夫は、長岡宗一に、谷川康太郎と気が合わないことと柳川次郎の舎弟になる気はないことを告げた。その後も、長岡宗一は、何度か拘置所を訪ね、熱心に石間春夫を説得した。石間春夫は、自分なりに柳川次郎や柳川組を調べた上で、結論を出すことに決めた。石間春夫は、昭和33年（1958年）2月10日に起こった柳川一派と鬼頭組との乱闘事件や明友会事件を知り、柳川次郎の舎弟になることを決めた。石間春夫は、保釈で拘置所を出ると、長岡宗一に、柳川次郎の舎弟になることを告げた。
同年暮れ、長岡宗一と石間春夫と谷内二三男は、柳川次郎の舎弟となった。北海道同志会は、柳川組北海道支部の看板を掲げた。支部長には長岡宗一が就いた。長岡宗一の自宅兼事務所が、柳川組北海道支部の事務所となった。
昭和38年（1963年）秋、長岡宗一は、覚醒剤取締法違反で札幌北警察署に逮捕され、罰金50万円・懲役2年6ヶ月の実刑判決を受けた。長岡宗一は釧路刑務所に服役した。
昭和39年（1964年）1月、「暴力取締対策要綱」が作られた。
同年2月、警視庁が「組織暴力犯罪取締本部」を設置し、暴力団全国一斉取締り（「第一次頂上作戦」）を開始した。
同年7月26日、谷川康太郎の二代目襲名披露式が、兵庫県有馬温泉のホテル池の坊「満月城」で執り行われた。長岡宗一は、柳川次郎の舎弟から、五分の兄弟分だった谷川康太郎の舎弟に直った。谷川康太郎二代目襲名披露前に、回状が全国に送付された。谷川康太郎の友人代表地方欄のトップには、会津家小高一家の外田友彦ら25人の兄弟分の名前が書かれてあり、長岡宗一・石間春夫・谷内二三男の名前は舎弟50人中の最後に書かれてあった。
同年暮れ、石間春夫は、旭川刑務所で加茂田重政と知り合った。旭川刑務所で、懲役2年の刑をつとめているときだった。石間春夫は1級受刑者として、被服係を担当していた。加茂田重政は、足に凍傷を負い、病舎に入った。その後、加茂田重政は同じ病舎の隣の房にいた男と喧嘩となった。加茂田重政は千葉刑務所に不良押送が決まり、隣の房の男は釧路刑務所へ移送された。石間は、加茂田から「旭川刑務所所長に、千葉刑務所への不良押送を中止するように交渉して欲しい」と依頼された。旭川刑務所所長と交渉したが、旭川刑務所所長は拒否した。加茂田重政は、千葉刑務所へ不良押送された。まもなく、石間春夫は旭川刑務所を出所した。

昭和40年（1965年）3月11日、柳川次郎は再び収監され、名古屋刑務所に服役した。柳川組に対する第一次頂上作戦が本格化し始めた。
同年11月、柳川組北海道支部長の長岡宗一は、釧路刑務所を出所した。長岡宗一を、妻の将子や谷川康太郎、二代目柳川組組員、長岡の若衆たちなどが出迎えた。3日後、長岡宗一の放免祝いが、定山渓温泉のホテルを借り切って行われた。長岡宗一は、放免祝いの席で、引退を宣言した。石間春夫が、柳川組北海道支部支部長に就いた。
昭和44年（1969年）4月8日、柳川次郎は、二代目柳川組・谷川康太郎組長を大阪刑務所で説得し、解散の同意を取り付けた。谷川康太郎が署名した「解散声明書」及び、柳川次郎が署名した「解散同意書」の日付は、昭和44年4月9日となっている。
同年8月、2人は「山口組本家に無断で組を解散した」事を問われて、三代目山口組田岡一雄組長から絶縁処分を受けた。これをもって 柳川組と本家・山口組に対する 第一次頂上作戦は終結することとなった。谷内二三男は、独断で、柳川組北海道支部の山口組から脱退を決めた。谷内は、源清田一家・萩原敬士の舎弟となった。谷内は、萩原敬士や源清田長江四代目・塚本修翠、本郷清らを通して、小高龍湖に詫びを入れ、許された。
昭和45年（1970年）、谷内二三男は、旧柳川組北海道支部を「北海道誠友会」と改称した。谷内二三男が北海道誠友会会長に、田村武志が副会長に就任した。石間春夫は、服役中だったため、相談役となった。北海道誠友会は、「山口組とは縁を持たない」という条件で、北海道のヤクザ組織から設立を認められた。
同年6月、石間春夫は、宮城刑務所からの出所前日に、石間の妻と側近幹部の矢野武と面会し、柳川組が既に解散していることを知らされた。翌日、午前3時に変更されて、宮城刑務所から出所し、小高龍湖の肝煎りで北海道誠友会が結成されたことや会長に谷内二三男が就任したこと、自分が相談役になっていることを知らされた。すぐに、北海道誠友会から脱会し、石間の若衆や旧柳川組北海道支部幹部らとともに、「北誠会」を結成した。
その後、谷内二三男が病気でヤクザから引退した。田村武志が、二代目北海道誠友会会長に就任した。まもなく、石間と田村は、北誠会と北海道誠友会を統合し、「誠友会」を結成した。誠友会総長には石間春夫が、副総長には田村武志が就任した。その後、誠友会は、北海道の親睦団体・北海道同行会に参加した。 
昭和53年（1978年）1月、覚せい剤取締法違反で逮捕された。 
昭和54年（1979年）2月、肝硬変の悪化により、保釈金5000万円を支払って保釈となり、札幌市内の病院に入院した。

昭和55年（1980年）4月21日、北見市の奥州金子一家小林四代目・花田章は、奥州金子一家四代目の座を同門の者に譲って、三代目山口組若頭補佐・加茂田重政の舎弟となった。これを切っ掛けに山口組と北海道同行会の抗争事件が勃発した。
その後、花田章は、札幌市の誠友会本部や北海道同行会加盟組織系列の事務所がいくつか入ったマンション内に、事務所を開設した。誠友会組員は、花田組事務所前に座り込みを行ったり、花田組への出前を追い返したりした。
それから、石間春夫は、北海道同行会の総会で、北海道内のヤクザ組織の一本化を主張した。鍛冶屋宗家、越路家連合、三心会佐々木宗家、伸明会、佐藤睦会、関東小松家、奥州金子一家が反対し、石間の主張は通らなかった。 
昭和56年（1981年）8月、石間春夫は、一審で懲役6年の判決を受け、長期入院していた病院から拘置所に移された。控訴したが、二審では懲役3年6ヶ月の判決を受け、札幌刑務所の病舎に収監された。
昭和59年（1984年）夏、石間春夫は、札幌刑務所の医療施設に収監されたまま、私文書偽造容疑の被告として、裁判を受けた。
同年、石間春夫は、札幌刑務所の病舎で、山口組一会・野沢儀太郎会長と面会した。この面会で、野沢儀太郎は、最後まで、石間春夫に山口組参加を促すことはなかった。
同年秋、山口組若頭補佐・渡辺芳則（後の五代目山口組組長）と山口組若頭補佐・桂木正夫が、札幌刑務所の病舎にいた石間春夫の面会に訪れた。渡辺芳則は、石間春夫に、年明けに竹中正久と山口組若頭・中山勝正が面会に来ることを告げた。

同年8月5日、山一抗争が勃発した。
同年秋、札幌刑務所の病舎に収監されたまま、私文書偽造容疑の被告として、起訴された。
昭和60年（1985年）4月5日午後3時、山口組本部事務所で、山口組定例会が開催された。兵庫県警は正午すぎから、山口組本部事務所周辺に約100人の捜査員を配置した。集まった報道陣は約80人だった。この山口組定例会において、山口組本部長・岸本才三が、直系組長85人（代理出席は18人）に対して、誠友会の舎弟待遇での山口組参画を発表した。 
平成元年（1989年）1月21日午前0時40分、満期釈放で、宮城刑務所から出所した。宮城刑務所前では、石間の妻、誠友会総長代行・田村武志、誠友会若頭・小仲賢亮が出迎えた。同日午後、初代誠友会本部で、石間の放免祝いが行われた。渡辺芳則や4人の山口組直系組長などが参加した。
同年2月、室蘭市で、誠友会と飯島安達連合睦会との抗争が勃発した。
同年7月20日、山口組緊急幹部会が開かれ、山口組若頭・渡辺芳則の五代目山口組を継承が決まった。同日、神戸市灘区の山口組本家2階の80畳敷きの大広間で、渡辺芳則の山口組五代目襲名相続式典が行われた。媒酌人は大野一家義信会・津村和磨会長、後見人は稲川会・稲川聖城総裁、取持人は稲川会・石井隆匡二代目会長、奔走人は稲川会・稲川裕紘理事長（後の稲川会三代目会長）だった。石間春夫は、渡辺芳則の舎弟に直った。  

同年9月27日午前2時50分ごろ、札幌抗争が勃発した。
同年12月、右翼団体維新天誅会の訪問を受け、お歳暮を受け取った。このとき、お歳暮の熨斗に「共政会」と書かれてあったため、維新天誅会が共政会傘下だと知り、北海道では山口組以外のヤクザ系右翼団体の活動を認めないと宣言した。
平成2年（1990年）1月4日午後4時すぎ、石間春夫（五代目山口組系初代誠友会会長）は北海道神宮近くで、三代目共政会系維新天誅会会員2人に射殺された（札幌事件）。

## 石間春夫関連の書籍
- 山平重樹『北海道水滸伝』双葉社＜双葉文庫＞、1999年、ISBN 4-575-50698-2

劇画
- 原作：山平重樹、脚本：天龍寺弦、画：沖田龍児『実録 咆哮ヤクザ伝 五代目山口組初代誠友会 北海のライオン 石間春夫』竹書房バンブーコミックス、2006年、ISBN 4-8124-6357-2

## 石間春夫関連の映画・オリジナルビデオ
- 『実録・北海道やくざ戦争 逆縁』（2001年、オールインエンタテインメント）、石間春夫をモデルとした愚連隊・岩間政雄が登場。岩間役は永澤俊矢